# Станоевич, Душко
Ду́шко Стано́евич (серб. Душко Станојевић / Duško Stanojević) — сербский гребец-байдарочник, выступал за сборную Сербии в конце 2000-х — начале 2010-х годов. Бронзовый призёр чемпионата мира, серебряный призёр чемпионата Европы, обладатель бронзовой медали Средиземноморских игр в Пескаре, многократный победитель и призёр регат национального значения.

## Биография
Первого серьёзного успеха на взрослом международном уровне добился в сезоне 2009 года, когда попал в основной состав сербской национальной сборной и побывал на Средиземноморских играх в итальянской Пескаре, откуда привёз награду бронзового достоинства, выигранную вместе с напарником Деяном Паичем в зачёте двухместных байдарок на дистанции 1000 метров. Год спустя выступил на чемпионате мира в польской Познани, где в паре с тем же Паичем стал бронзовым призёром в двойках на пятистах метрах, уступив на финише только экипажам из Белоруссии и Португалии.
В 2012 году Станоевич выиграл две серебряные медали на молодёжном чемпионате Европы в португальском городе Монтемор-у-Велью — в зачёте двухместных байдарок на дистанциях 500 и 1000 метров. При этом на взрослом европейском первенстве в хорватском Загребе он взял серебро в полукилометровой гонке байдарок-двоек — на сей раз их с Паичем обошёл экипаж из Франции. Пытался пройти отбор на летние Олимпийские игры в Лондоне, но не смог этого сделать из-за слишком высокой конкуренции в олимпийских дисциплинах. Последний раз показывал сколько-нибудь значимые результаты на международной арене в сезоне 2013 года, когда в двойках на тысяче метрах занял восьмое место на чемпионате Европы в Монтемор-у-Велью.